# Bernhard Jülg (Autor)
Bernhard Jülg (* 4. Januar 1888 in Trient; † 9. Februar 1975 in Tavernaro) war ein österreichischer Schriftsteller.
Bernhard Jülg besuchte das Gymnasium in Trient und studierte dann Romanistik in Wien, Rom und Innsbruck. Er veröffentlichte Erzählungen und Gedichte in der von Ludwig von Ficker herausgegebenen Zeitschrift Der Brenner. Von 1912 bis 1914 lebte er in Paris und Berlin, wo er auch als Drehbuchschreiber tätig war. Vom Kriegsdienst wurde er aufgrund einer Erkrankung freigestellt. Jülg unterrichtete Französisch und Italienisch in Trient und Kufstein und war nach seiner Pensionierung vor allem schriftstellerisch aktiv.

## Werke
- Die Irrgänge der Psyche, 1923
- Narziß. Ein Roman aus der Antike, 1941
- Die Mitte der Welt, 1943